# Sofà llit

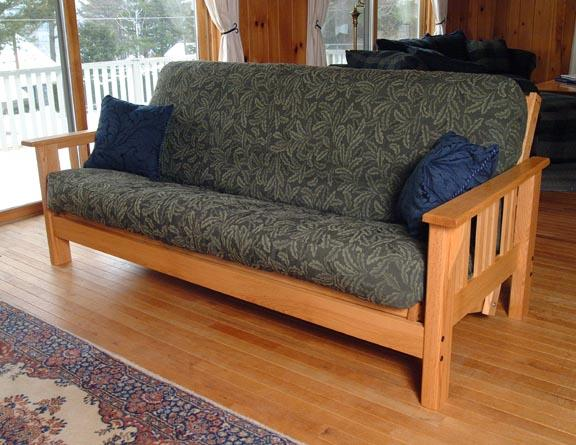
Sofà llit abatible

Un sofà llit és una mena de sofà d'estructura metàl·lica que inclou un matalàs estret que pot ser desplegat o obert per a formar un llit.
El tipus de mecanismes per a convertir un sofà en llit és molt variat. Un exemple d'obertura seria aquell que fa el llit estirant un calaix inferior que fa les funcions de somier juntament amb la part fixa del sofà; el matalàs s'estén sobre aquest formant el llit. Un altre format permet d'abatre el respatller formant el llit unit a la base del seient.
El sofà llit és un moble polivalent que combina la funció de seient durant el dia amb el de llit durant la nit. S'usa per a aprofitar l'espai disponible en cambres petites o com a moble auxiliar per a acollir convidats puntualment. Ateses les seves característiques, es combina amb matalassos flexibles i estrets com els d'escuma de poliuretà o futon.
Els sofàs llit poden ser de molts estils com també de diverses dimensions. Els més típics són els llits per a dues persones (sofàs de dues o tres places) si bé també existeixen llits individuals (normalment en sofàs d'una plaça).

## Història del sofà llit

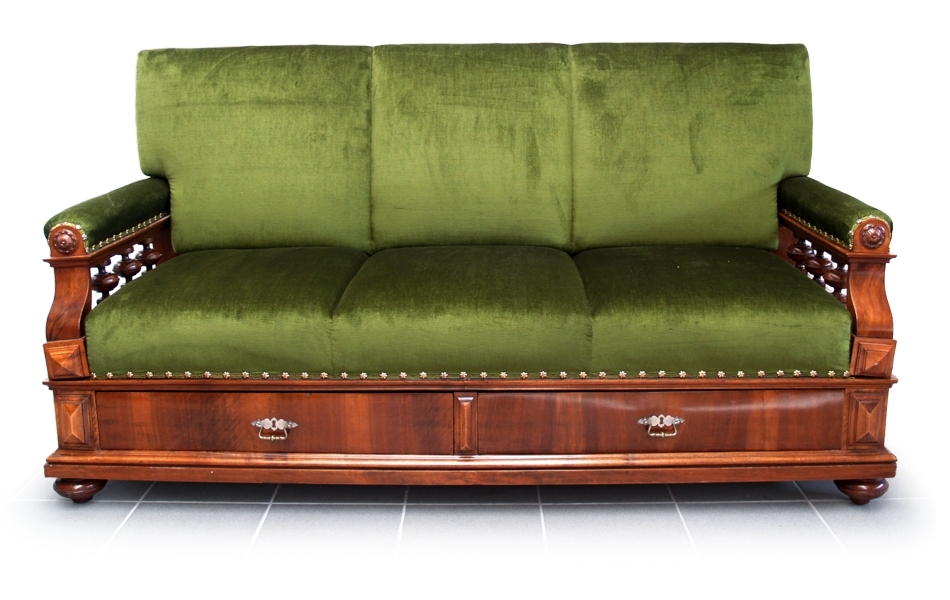
Sofà llit ca. 1880

A la fi del segle xix es va produir un acme de les innovacions en el camp del son i del repòs. Poc després que Sarah Goode patentés l'"escriptori-llit", un inventor afroamericà anomenat Leonard C. Bailey va rebre la patent per haver inventat un llit plegable. El diagrama de patents de 1899 representava un bastiment de llit de metall  i un matalàs que es doblegava al centre. Cada extrem longitudinal del llit s'aixecava per a trobar-se al centre, com quan tanquem un llibre i els dos extrems s'ajunten. La invenció va atreure l'atenció de la Junta Mèdica de l'Exèrcit dels Estats Units, que va optar per aquest (com molts acampadors entusiasmats per la idea) i va donar lloc a la seva producció en massa.
El 1908, William Murphy va inventar el llit abatible. El seu apartament d'una cambra a San Francisco no deixava gaire espai per a rebre els convidats, per la qual cosa Murphy va idear un mecanisme de frontisses fixat a la capçalera del llit que la voltaria contra un buit en la paret quan no estava en ús (l'actual llit abatible o llit Murphy). En 2013, Murphy Bed Co. encara fabricava llits Murphy.
L'avi dels sofàs llit moderns fou un producte del conegut “somni americà”. Bernard Castro era un italià que va emigrar als Estats Units en 1919. Després de passar una gran part del seu temps lliure en museus estudiant els mobles exposats, Castro va començar a construir la seva pròpia marca de sofàs llit en 1931. Els seus dissenys eren únics perquè els sofàs no semblaven contenir un matalàs i una armadura, tots dos extraïbles, conservant l'aspecte estètic dels mobles d'alta gamma.
La seva família va vendre l'empresa en 1993 després de la mort de Castro, però la seva filla Bernadette en va recuperar la propietat el 2008 i es va centrar en la comercialització d'un sofà llit otomà de gamma alta.